# オーガスタス・フィッツロイ (第7代グラフトン公爵)

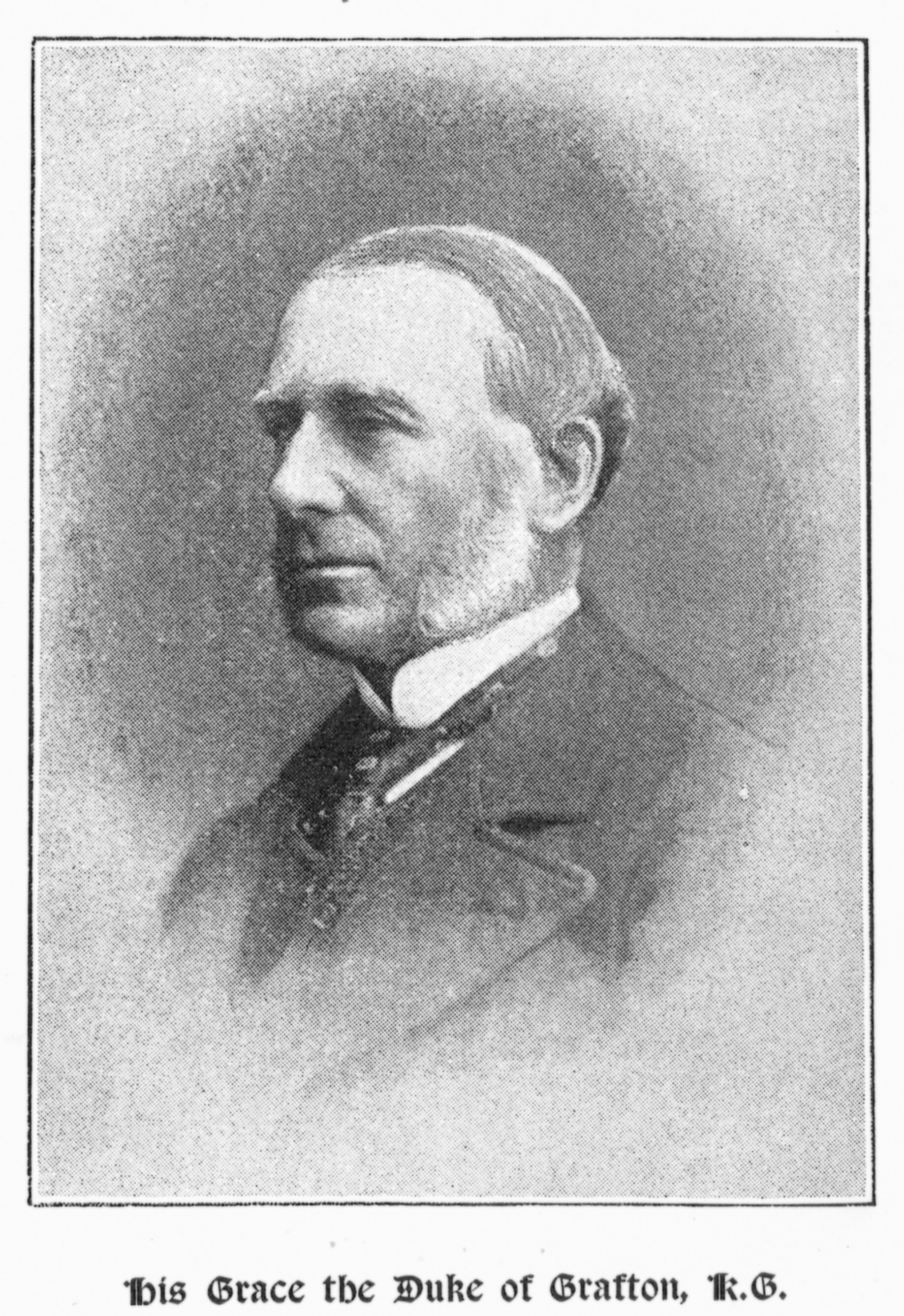
第7代グラフトン公爵、1893年撮影。

第7代グラフトン公爵オーガスタス・チャールズ・レノックス・フィッツロイ（英語: Augustus Charles Lennox FitzRoy, 7th Duke of Grafton KG CB、1821年6月22日 – 1918年12月4日）は、イギリスの貴族、軍人。最終階級は陸軍大将（1881年）。

## 生涯
第5代グラフトン公爵ヘンリー・フィッツロイと妻メアリー・キャロライン（Mary Caroline、旧姓バークリー（Berkeley）、1795年6月18日 – 1873年9月10日、サー・ジョージ・クランフィールド・バークリーの娘）の次男として、1821年6月22日にベルグレイヴィアのグローヴナー・プレイスで生まれた。ハーロー校で教育を受けた。

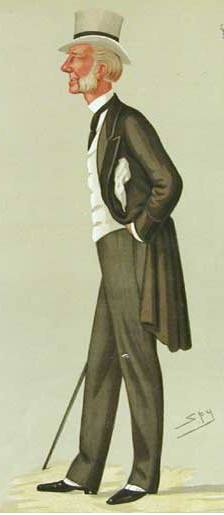
『バニティ・フェア』1886年8月7日号におけるカリカチュア、レスリー・ウォード画。

1839年5月17日、少尉への辞令を購入して、第60歩兵連隊に配属された。1841年8月27日に中尉への辞令を購入して昇進した。同年にコールドストリームガーズに転じ、1847年7月30日にLieutenant and Captainへの辞令を購入して昇進した。1849年10月29日、ヴィクトリア女王の侍従（Equerry）に任命された。1854年7月14日、Captain and Lieutenant-Colonelに昇進した。クリミア戦争に参戦して、1854年11月のインケルマンの戦いで重傷を負った。1858年にオスマン帝国より5等メディジディー勲章を授与された。
1873年までに名誉大佐に昇進した後、1873年女王誕生日記念叙勲において、1873年5月24日にバス勲章コンパニオンを授与された。1875年7月28日、（1868年6月28日付で）少将に昇進した。1880年5月21日、中将に昇進した。1881年7月1日、大将への名誉昇進とともに軍務から引退した。
1882年5月21日に兄ウィリアム・ヘンリーが死去すると、グラフトン公爵位を継承した。同年7月1日までにヴィクトリア女王の侍従から辞任、名誉侍従に任命された。同年8月28日、サフォークの副統監に任命された。副統監以外ではサフォーク、ノーサンプトンシャー、バッキンガムシャーの治安判事を務めた。1883年2月3日、ガーター勲章を授与された。
1901年2月22日、エドワード7世の名誉侍従に任命された。1910年6月10日、ジョージ5世の名誉侍従に任命された。
1918年12月4日に死去、長男ヘンリー・ジェームズに先立たれたため次男アルフレッド・ウィリアム・メイトランドが爵位を継承した。

## 家族
1847年6月9日、アンナ・バルフォア（Anna Balfour、1857年12月23日没、ジェームズ・バルフォアの末娘）と結婚、4男1女をもうけた。
- ヘンリー・ジェームズ（英語版）（1848年11月28日 – 1912年5月10日） - 1871年5月29日、ケイト・ウォルシュ（Kate Walsh、1903年11月24日没、ジョン・ウォルシュの娘）と結婚、子供なし[15]
- アルフレッド・ウィリアム・メイトランド（1850年3月3日 – 1930年1月10日） - 第8代グラフトン公爵[15]
- イリナ（1853年8月2日[19] – 1905年9月15日） - 1872年5月4日、ハーバート・フィッツロイ・イートン（Herbert Fitzroy Eaton、1875年4月8日没）と結婚。1875年5月5日、ウォルター・ハーボード閣下（Hon. Walter Harbord、1913年1月28日没、第3代サフィールド男爵エドワード・ハーボード（英語版）の息子）と再婚、子供あり。1900年に離婚した後、1904年にハーバート・リチャード・マニャック（Herbert Richard Magniac、1909年3月24日没）と再婚、子供なし[15]
- ヴィクター・アレクサンダー・チャールズ（1855年6月16日 – 1858年2月11日[19]）
- チャールズ・エドワード（1857年12月9日 – 1911年8月27日） - 1883年6月12日、イスメイ・メアリー・ヘレン・オーガスタ・フィッツロイ（Ismay Mary Helen Augusta Fitzroy、1952年4月22日没、第3代サウサンプトン男爵チャールズ・フィッツロイ（英語版）の娘）と結婚、子供あり。第10代グラフトン公爵チャールズ・アルフレッド・ユーストン・フィッツロイの父[15]